# Hullenahalli, Channarayapatna
Hullenahalli là một làng thuộc tehsil Channarayapatna, huyện Hassan, bang Karnataka, Ấn Độ.